# Czarna (gmina, Bieszczady)
Czarna est une gmina rurale du powiat de Bieszczady, Basses-Carpates, dans le sud-est de la Pologne, à la frontière avec l'Ukraine. Son siège est le village de Czarna, qui se situe environ 14 km au sud d'Ustrzyki Dolne et 93 km au sud-est de la capitale régionale Rzeszów.
La gmina couvre une superficie de 184,62 km2 pour une population de 2 393 habitants.

## Géographie
La gmina inclut les villages de Bystre, Chrewt, Czarna, Czarna Dolna, Lipie, Michniowiec, Olchowiec, Paniszczów, Polana, Rabe, Rosochate, Rosolin, Serednie Małe, Sokołowa Wola, Tworylne, Wydrne et Żłobek.
La gmina borde les gminy de Cisna, Lutowiska, Solina et Ustrzyki Dolne. Elle est également frontalière de l'Ukraine.